# Schu-mine 42
Schu-mine 42 — противопехотная мина.
Мина противопехотная фугасная нажимного действия. Мина устанавливается только вручную.
Предназначена мина для выведения из строя личного состава противника. Поражение наносится за счет ранения нижней части ноги в тот момент, когда человек наступает ногой на нажимную крышку мины, что приводит к подрыву мины.
Мина была разработана и достаточно широко применялась немцами во Второй Мировой войне.

## ТТХ
- Корпус………………………………………….. дерево, прессованные древесные стружки
- Масса мины (снаряженной)………………………………1000гр.
- Масса взрывчатого вещества (тротил)……………….. 267гр.
- Длина……………………………………………………….12.7-12.8 см.
- Высота (в боевом положении)………………………….. 5.7-6 см.
- Ширина…………………………………………………………9.8-10.5 см.
- Размеры датчика цели……………………………………… 12.7х9.8 см.
- Чувствительность………………………………………………3-5 кг.
- Радиус поражения…………………………………………….15-20 м.
- Время приведения в боевое положение……………. мгновенно после удаления предохранительной чеки
- Температурный диапазон применения……………… −30 — +40 градусов
- Применяемый взрыватель……………………………….. ZZ 42